# Bahiopsis carterae
Bahiopsis carterae là một loài thực vật có hoa trong họ Cúc. Loài này được (E.E.Schill.) E.E.Schill. & Panero mô tả khoa học đầu tiên năm 2002.